# 西梅爾
48°43′56″N 22°31′1″E / 48.73222°N 22.51694°E
西梅爾（烏克蘭語：Сімер）是位於烏克蘭西部外喀爾巴阡州裏烏日霍羅德區的村莊，始建於1856年，面積19.89平方公里，海拔高度166米，2001年該城鎮人口1,856。